# Túnel del Puerto de Dublín
El Túnel del Puerto de Dublín (en irlandés: Tollán Chalafort Bhaile Átha Cliath; en inglés: Dublin Port Tunnel) es un túnel de tráfico vehicular en Dublín, Irlanda, que forma parte de la autopista M50.
Los túneles gemelos forman una doble calzada de dos carriles que conecta el puerto de Dublín, que se sitúa al este del centro de Dublín, y la autopista M1 cerca del aeropuerto de Dublín. Los túneles tienen 4,5 km (2,8 millas) de largo y la longitud total del proyecto de 5,6 km (3,5 millas). Tuvo un coste final de aproximadamente € 752 millones.
El túnel fue inaugurado oficialmente el 20 de diciembre de 2006 por el entonces primer ministro irlandés Bertie Ahern, fue inicialmente solo está abierto a los vehículos pesados. Se abrió al tráfico regular el 28 de enero de 2007.